# Frontenac—Lennox et Addington
Pour les articles homonymes, voir Frontenac, Lennox et Addington.
Frontenac—Lennox et Addington fut une circonscription électorale fédérale de l'Ontario, représentée de 1968 à 1979.
La circonscription de Frontenac—Lennox et Addington a été créée en 1966 avec des parties d'Hastings—Frontenac, Kingston, Lanark, Prince Edward—Lennox, Renfrew-Nord et Renfrew-Sud. Abolie en 1976, elle fut redistribuée parmi Hastings—Frontenac, Kingston et les Îles, Lanark—Renfrew—Carleton et Renfrew—Nipissing—Pembroke.

## Géographie
En 1966, la circonscription de Frontenac—Lennox et Addington comprenait:
- Dans le comté de Frontenac: Les cantons de Barrie, Bedford, North Canonto, Clarendon, Hinchinbrooke, Kennebec, Loughborough, Miller, Olden, Oso, Parlmeston, Portland et Storrington
- Dans le comté de Lanark: Les canton de Bathurst, Dalhousie, Lavant, North Sherbrooke et South Sherbrooke
- Dans le comté de Lennox and Addington: Les cantons d'Abinger, Adolphustown, Anglesea, Ashby, Camden, Denbigh, Effingham, Ernestown, North Fredericksburg, South Fredericksburg, Kaladar, Richmond et Sheffield
- Dans le comté de Renfrew: Les cantons de North Algona, South Algona, Brougham, Brudenell, Grattan, Griffith, Hagarty, Lyndoch, Matawatchan, Radcliffe, Raglan, Geden, Sebastopol et Wilberforce

## Députés
1. 1968-1979 — Douglas Alkenbrack, PC

- PC = Parti progressiste-conservateur